# Vlastimil Bubník
Vlastimil Bubník (18 de março de 1931 - 6 de janeiro de 2015) foi um futebolista e jogador de hóquei checo, que atuava como atacante.

## Carreira
Vlastimil Bubník fez parte do elenco da Seleção Tchecoslovaca de Futebol que disputou a Eurocopa de 1960.
Bubnik foi medalhista de bronze no hóquei sobre o gelo em 1964.

## Ligações Externas
- Perfil em FIFA.com (em inglês)